# Comté de Smoky Lake
Le comté de Smoky Lake (anglais : Smoky Lake County) est un district municipal de 3,910 habitants en 2011, situé dans la province d'Alberta, au Canada.

## Communautés et localités
Bourgs
- Smoky Lake

Villages
- Vilna
- Waskatenau

Hameaux
- Bellis
- Edwand
- Spedden
- Warspite
- Établissement métis de Buffalo Lake
- Établissement métis de Kikino

Localités
- Anning
- Barich
- Birchland Resort
- Bonnie Lake Resort
- Cache Lake
- Cadron
- Cossack
- Downing
- Hamlin
- Kikino
- Lobstick Settlement
- Mon's Lake
- Mon's Lake Estates
- Mon's View Resort
- North Kotzman
- Northbank
- Pakan
- Parkview Beach
- Sprucefield
- Stry
- Two Lakes
- Victoria Settlement (ou Fort Victoria)
- Wahstao
- Wasel
- Whiteman Beach

## Démographie
| 2001  | 2006  | 2011  | 2016  |
| ----- | ----- | ----- | ----- |
| 4 417 | 3 357 | 3 910 | 4 107 |